# Mandalay
Mandalay è la seconda città più grande della Birmania dopo  Yangon. Al censimento del 2014 aveva una popolazione di 1 225 546 abitanti.
È capoluogo della regione omonima (34.253 km², 6 165 723 abitanti) e porto commerciale sul fiume Irrawaddy. È sede di industrie tessili, metalmeccaniche, alimentari e del legno. L'abitato si estende intorno al nucleo storico, racchiuso da mura, dove si trovano templi, monasteri, vasti parchi e il Palazzo Reale. Fu capitale del Regno birmano fino all'occupazione britannica del 1885.

## Storia
Secondo la tradizione del Buddismo Theravāda Budda avrebbe visitato la Collina di Mandalay profetizzando che 2400 dopo la sua morte ai piedi della collina sarebbe stata fondata una città.
Mandalay fu fondata nel 1857 dall'imperatore Mindon-Min che vi spostò la capitale dell'ultimo Regno di Birmania dalla vicina città di Amarapura. Il nucleo originario della città fu costruita ai piedi della collina e racchiusa da imponenti mura erette per difendersi dalla minaccia dei britannici, reduci dalla vittoria nella seconda guerra anglo-birmana.
La città era conosciuta anche come "metropoli del Buddhismo" ed è tuttora la capitale religiosa del Paese.
Nel 1885 fu conquistata dai britannici, che posero fine al regno e lo annetterono all'India britannica. Durante la seconda guerra mondiale fu occupata dalle truppe dell'Impero del Giappone che per indebolire la Cina aveva occupato anche l'Indocina francese. Diventata una roccaforte giapponese, fu liberata dagli Alleati nel 1945 dopo molti bombardamenti che danneggiarono le grandi opere artistiche tra le quali il palazzo reale ricostruito solo nel 1990.
L'epicentro del devastante terremoto di magnitudo 7,7 che ha colpito il Myanmar il 28 marzo 2025, era vicino a Mandalay.

## Monumenti e luoghi d'interesse

### Architetture religiose
Mandalay è la città del Myanmar con la più elevata concentrazione di monasteri, templi e pagode.
- Pagoda Kuthodaw che contiene il libro più grande del mondo
- Pagoda Sandamuni
- Monastero di Shwenandaw, uno dei più bei monasteri in legno del paese
- Tempio Mahamuni con un'enorme statua dorata di Buddha
- Pagoda Eindawya, del XIX secolo, completamente dorata
- Tempio del Buddha Kyauktawgyi, completato nel 1878

### Architetture militari
Del sontuoso palazzo reale fatto edificare intorno alla metà del XIX secolo dal sovrano Mindon Min solo la torre di avvistamento e la zecca sono sopravvissute ai bombardamenti alleati della seconda guerra mondiale, la struttura attuale è una ricostruzione del 1990.

### Nei dintorni
Nei dintorni si trovano l'antica città di Amarapura con il caratteristico ponte U Bein in legno. A Mingun situata più a nord lungo il fiume si trova un enorme stupa mai terminato. Le antiche rovine di Inwa si trovano sempre sul corso del fiume ma più a sud poco distante da Sagaing.

## Economia
Mandalay è il maggior centro di comunicazioni e trasporti dello stato. Qui ha sede la Air Mandalay e molte industrie e imprese che lavorano seta, argento, oro, pietra ecc. Il turismo ha avuto uno slancio con l'apertura della dittatura militare alle riforme, ed è una delle mete principali dei turisti per il suo grande valore artistico. Ci sono molti monasteri, oltre 700 pagode, e nella parte inferiore della collina, nella pagoda Kuthodaw, si trovano le Sacre Scritture del Buddismo, considerate il libro più lungo del mondo.
Nel 2008 è stato inaugurato il moderno Ponte Irrawaddy sull'omonimo fiume, per agevolare i collegamenti e in particolare il transito dei veicoli pesanti con la città di Sagaing.

## Istruzione

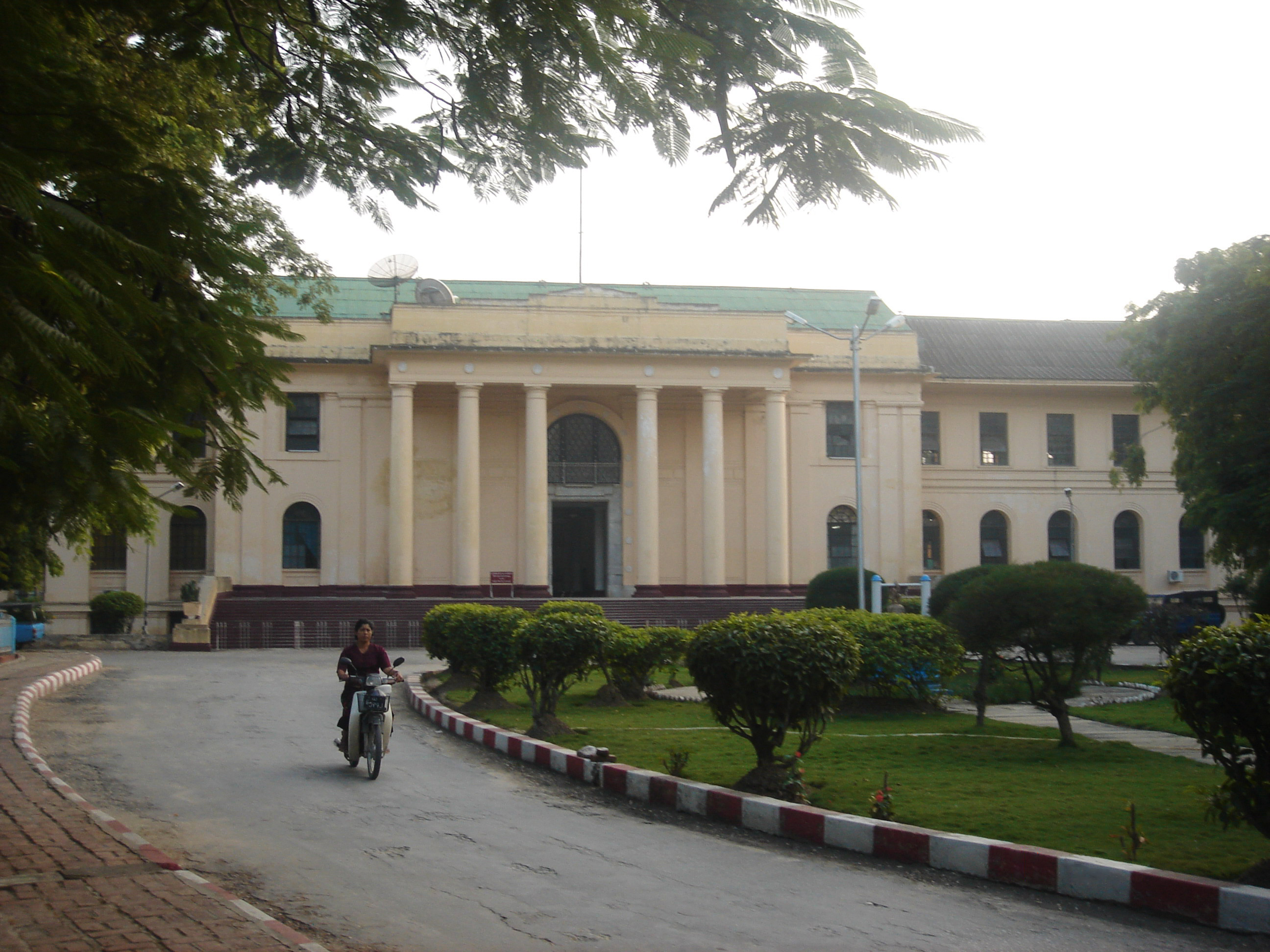
Università di Mandalay

Dopo Yangon Mandalay ha le migliori infrastrutture scolastiche pur considerando che la Birmania è uno degli stati al mondo con la minor percentuale del PIL di spesa per la formazione. A Mandalay hanno sede oltre 15 università tra cui l'Università di Mandalay, l'università di Medicina di Mandalay, il politecnico e l'università di scienze informatiche che sono tra le più selettive del paese.

## Galleria d'immagini

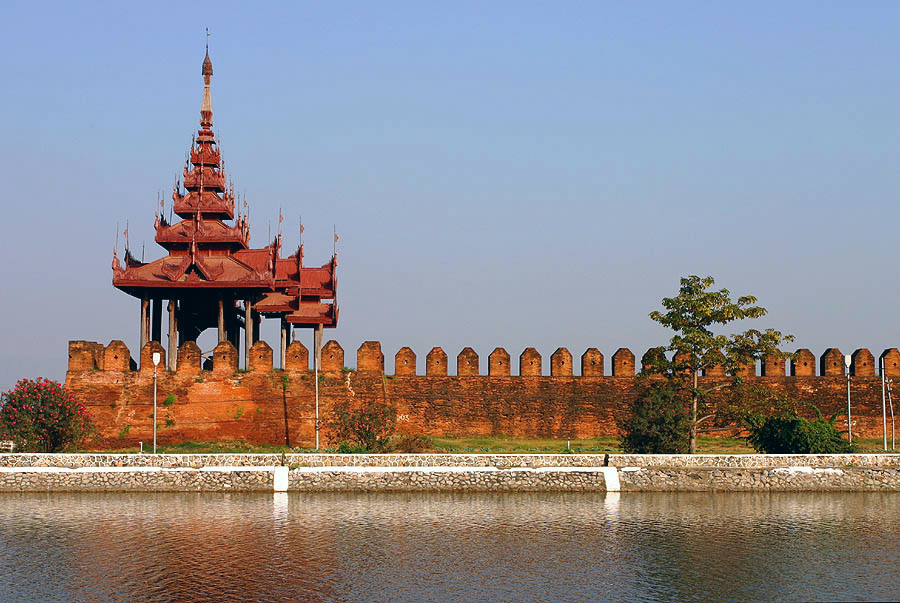
Mura del forte di Mandalay
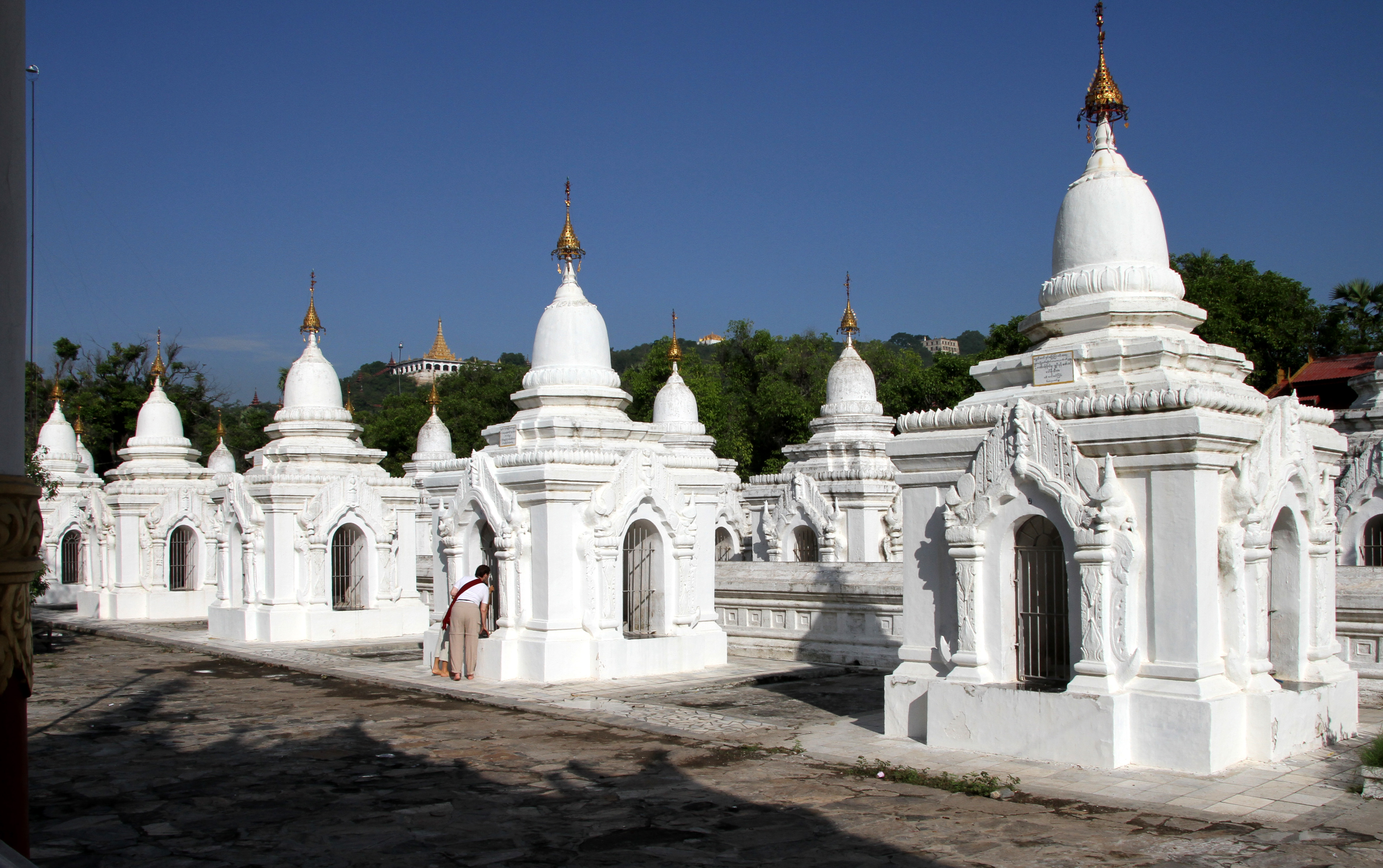
Kuthodaw
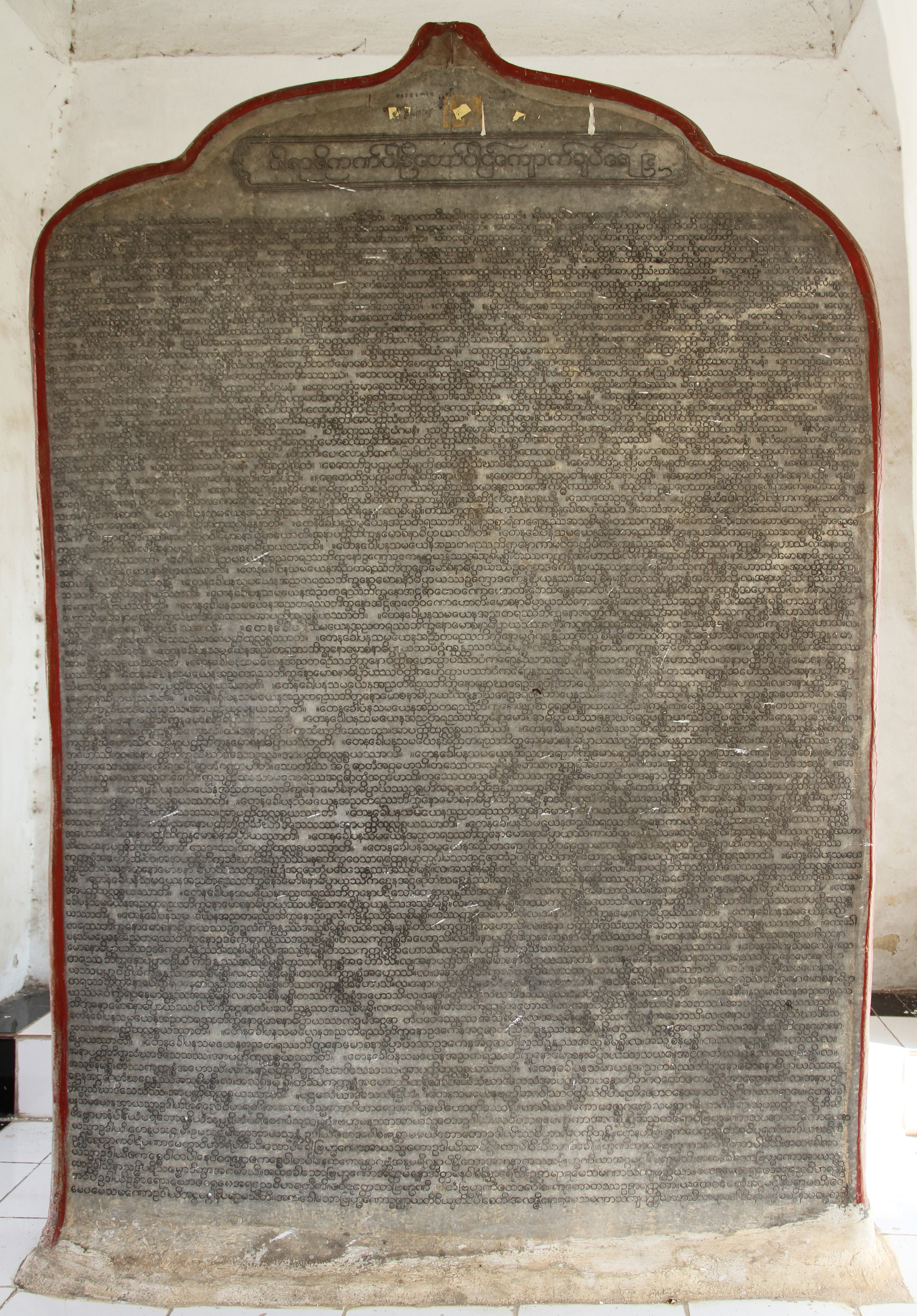
Kuthodaw, libro Tripitaka
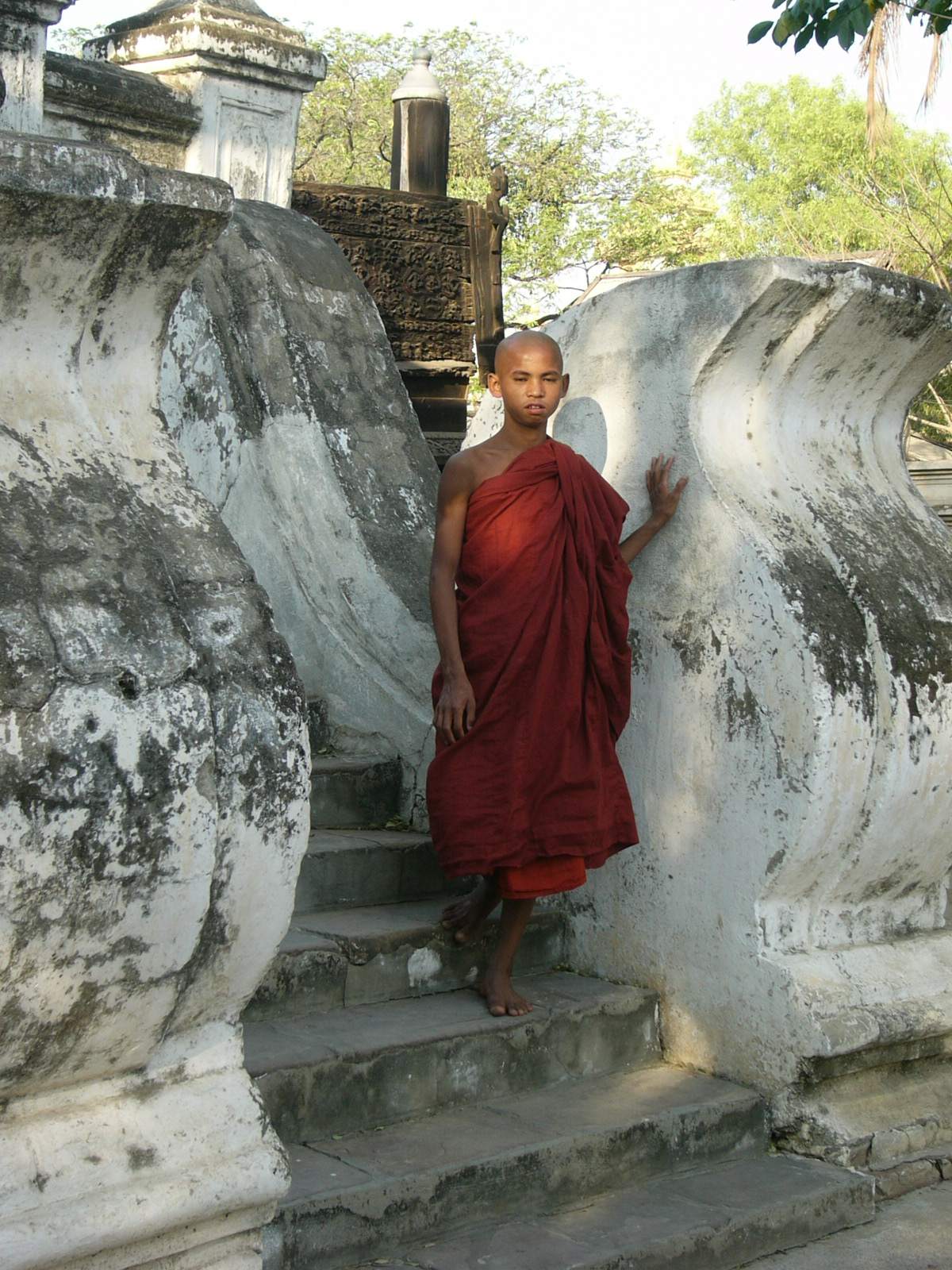
Un giovane monaco
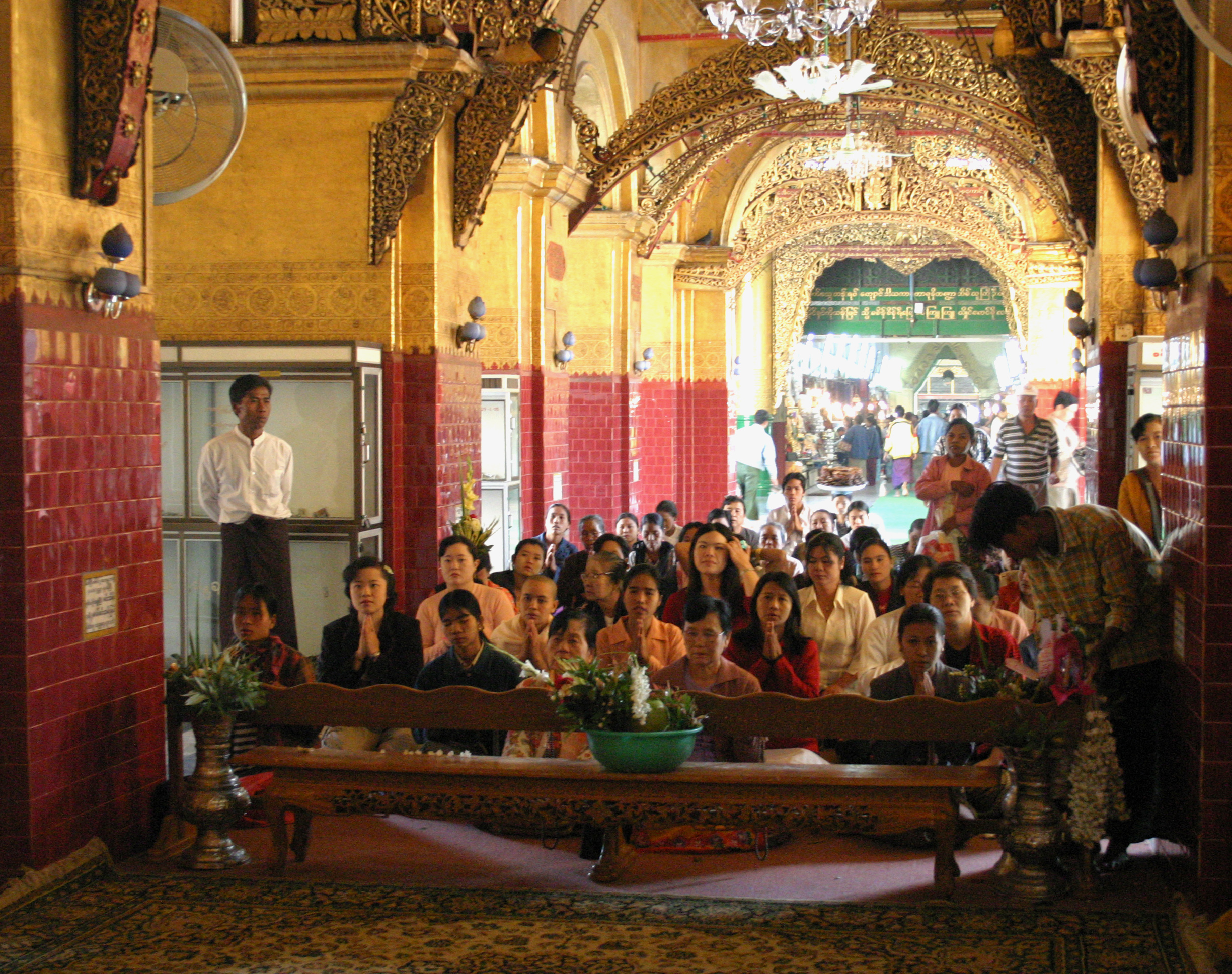
Mahamuni
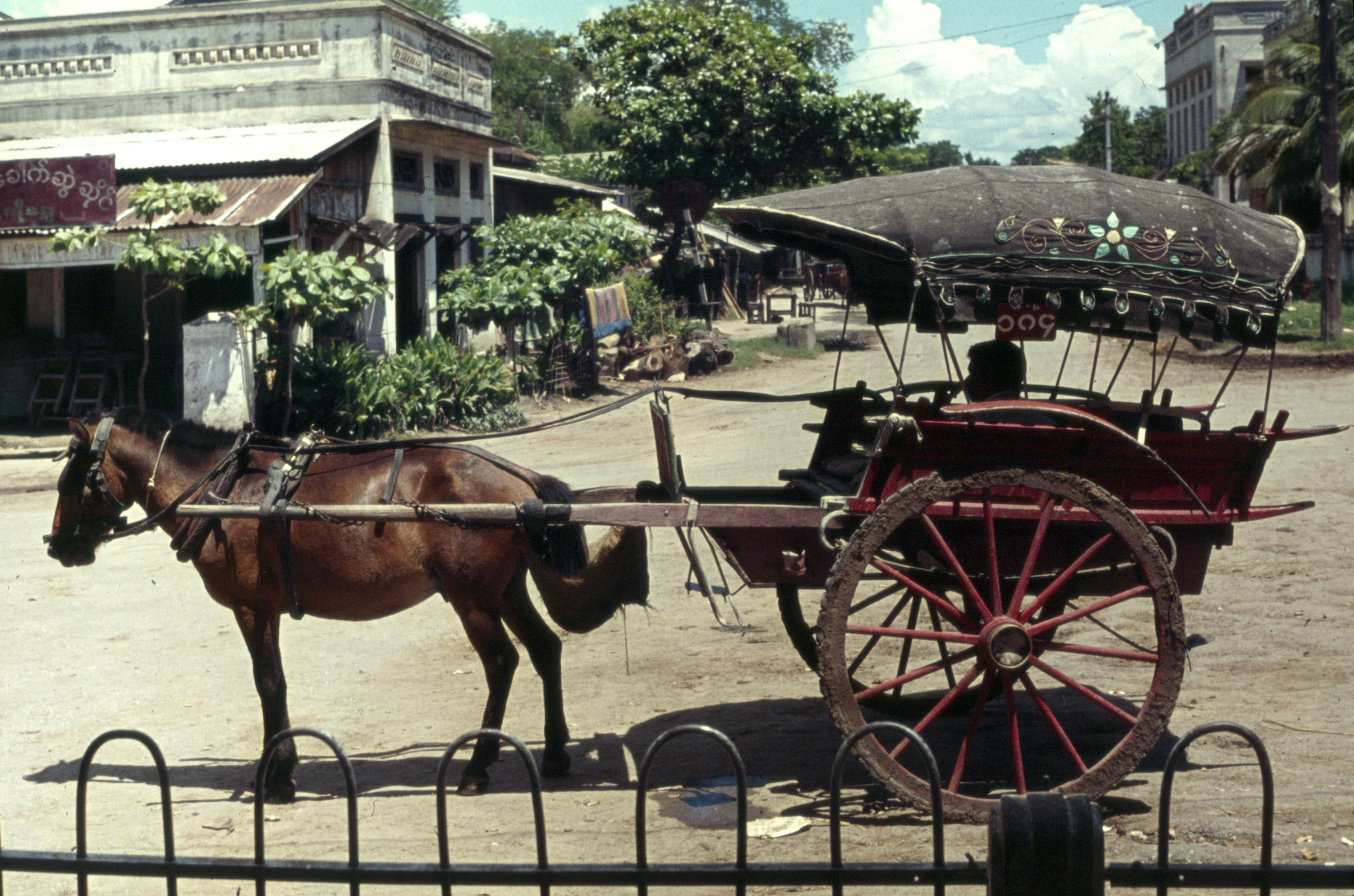